# Ved du hvem du er? (Danmark)
|  | Denne artikel omhandler den danske version af den britiske tv-serie Ved du hvem du er? |
Ved du hvem du er? er en dansk dokumentarserie på DR1, produceret efter det internationale koncept Who Do You Think You Are?, som første gang vistes på britisk tv 2004.
Den danske version vistes første gang 15. september 2010 på DR1.
Programmet følger en række danske tv-personligheder på sporet af deres slægt.

## Sæsoner

### Sæson 1: 2010
1. Skuespilleren Peter Mygind
2. Sangeren Alberte Winding
3. Skuespilleren Nikolaj Coster-Waldau
4. Musikeren Anne Linnet
5. Tv-værten Puk Elgård
6. Skuespilleren Anne Marie Helger

### Sæson 2: 2012
1. 1. feb. – Bonderøven Frank Erichsen
2. 8. feb. – Showbizzen Annette Heick
3. 15. feb. – Skuespilleren Anders W. Berthelsen
4. 22. feb. – Brødrene Anders Lund Madsen og Peter Lund Madsen
5. 29. feb. – Forfatteren Hanne-Vibeke Holst
6. 7. mar. – Sangeren Sanne Salomonsen

### Sæson 3: 2013
1. 11. september - Suzanne Bjerrehuus
2. Komikeren Jan Gintberg
3. Brødrene Adam og James Price
4. Sangeren Szhirley
5. Skuespilleren Nicolas Bro
6. Lisbeth Zornig Andersen